# 薮中三十二
藪中 三十二（やぶなか みとじ、ラテン文字化: YABUNAKA Mitoji 1948年1月23日 - ） は、日本の外交官。立命館大学客員教授。シカゴ総領事、外務省アジア大洋州局長、外務審議官等を経て、外務事務次官を最後に退官し、外務省顧問及び立命館大学特別招聘教授に就任。大阪大学特任教授。

## 来歴・人物
大阪府出身。自称「隠れ阪神タイガースファン」で、少年時代、草野球ではいつもピッチャーを務めたという。
大阪府立住吉高等学校卒業後、大阪大学法学部へ進学。大学在学中は英会話サークルのESS部長。3回生当時の1968年（昭和43年）に、外務省専門職の採用試験に合格、同大学を中退し1969年（昭和44年）4月に外務省入省後、上司の山口洋一の勧めで外務省上級職（外務キャリア）を受験し合格。翌年上級職となる。同職としては、小嶋光昭、国枝昌樹、小野正昭、西田芳弘（外務省中南米局長）らが同期。1971年（昭和46年）、英語研修で南イリノイ大学、コーネル大学に留学。1973年（昭和48年）、コーネル大学卒業。コーネル大学での2年間は最も勉強した時期であり、その成果として、英語は日本語並みのペースで読める。
1973年（昭和48年）6月、最初の在外公館勤務として在大韓民国日本国大使館二等書記官となる。デモ隊が大使館に乱入、大使のボディーガード役を務める。本省を経て、1981年（昭和56年）8月、在インドネシア大使館一等書記官、1983年（昭和58年）6月、在アメリカ合衆国日本国大使館一等書記官を経験。1986年（昭和61年）8月、経済局国際機関第二課長（OECD担当課長）として本省に戻る。1987年（昭和62年）1月から約3年、北米局北米第二課長として日米の経済関係を担当し、日米貿易摩擦から日米構造協議へと実務レベルの経済交渉に臨む。
1990年（平成2年）9月、これまでの計7年近い日米経済交渉の現場を離れ、ロンドンの国際戦略研究所（IISS）の上級研究員を約1年間務める。1991年（平成3年）から3年間、在ジュネーブ国際機関日本政府代表部参事官（公使参事官）を務める。1995年大阪大学客員教授。1996年（平成8年）7月、外務省大臣官房総務課長から局長級の大臣官房総括審議官に昇進。早稲田大学講師。1997年（平成9年）8月、アジア局審議官を兼任。1998年（平成10年）10月から在シカゴ日本国総領事館総領事。翌年4月・5月の小渕恵三訪米時、首相のシカゴ訪問をサポートし、野球の始球式をセッティング（小渕がピッチャー役、サミュエル・ペラルタ・ソーサ選手がキャッチャー役）。シカゴ市内の公立小学校ララ・アカデミーでは一日校長を務めた。2001年（平成13年）外務省機密費流用事件に関し減給処分を受ける。
2002年（平成14年）4月、シカゴ総領事を離任し、日本に帰国。12月、外務省アジア大洋州局長に就任。対北朝鮮外交、対中国外交での拉致被害者の返還交渉と北朝鮮核問題における交渉担当者（六者会合第1回、第2回、第3回の日本代表）。2005年（平成17年）1月に経済担当外務審議官。2007年（平成19年）1月に政務（政治）担当外務審議官。2008年（平成20年）1月17日、谷内正太郎の後任として、本命の条約局ルートを歩んできた海老原紳（内閣官房副長官補→駐インドネシア大使→駐英大使）を制して外務事務次官に就任。2009年（平成21年）9月、自公から民社国への政権交代に伴う事務次官会議の中止につき、若干の感慨があるとコメントした。また11月に予定されていたバラク・オバマ大統領の初来日に際し8月、「演説で言及されていた“核なき世界”への期待を抑えなければならない、広島訪問があるか否かは注目の的となっており時期尚早で控えるべき」と駐日大使ジョン・ルースに伝えていた事が2011年9月にウィキリークスの文書暴露で判明。
2010年退職。外務省顧問に就任。同年10月立命館大学国際関係学部特別招聘教授及び株式会社野村総合研究所顧問に就任。2011年川崎汽船株式会社取締役、三井不動産株式会社アドバイザリー・コミッティ委員、2012年三菱電機株式会社取締役（指名委員・報酬委員）、2012年4月2014年株式会社小松製作所取締役。2014年4月より、大阪大学大学院国際公共政策研究科に開設された 公益財団法人稲盛財団 による寄附講座のスタッフとして参画。
2022年、瑞宝重光章受章。

## その他の活動
- 大阪大学特任教授 - 1995年（平成7年） 現在。
- シカゴ日本商工会議所（JCCC）名誉会頭[9] - 2002年（平成14年）1月現在。
- 世界基金支援日本委員会（FGFJ）委員[10] - 2006年（平成18年） 7月現在。
- 日本ユネスコ国内委員会委員[11] - 2008年（平成20年）12月現在。
- 立命館アジア太平洋大学（APU）支援組織「アドバイザリーコミッティー（AC）」メンバー[12] - 2008年（平成20年）12月現在。
- NPO法人グローバルリーダーシップ・アソシエーション（GLA）発起人[13] - 2009年（平成21年）6月現在。
- 日米教育委員会 日本側共同名誉議長[14] - 2009年（平成21年）現在。
- 薮中塾グローバル寺子屋 塾長（代表理事）[15]- 2013年（平成25年）現在。

## テレビ番組
- 日経スペシャル カンブリア宮殿 世界で勝つ交渉術 日本外交の未来を読み解く！（2011年3月3日、テレビ東京）[16]
- サンデーモーニング（2017年11月5日 - 、TBS） - コメンテーター（月1出演）

## 書籍

### 単著
- 『対米経済交渉 摩擦の実像』（1991年11月1日、サイマル出版会）ISBN 9784377309133
- 『国家の命運 外交の修羅場で考えた危機と希望』（2010年10月20日、新潮社 新潮新書）ISBN 9784106103902
- 『日本の針路 ヒントは交隣外交の歴史にあり』（2015年2月21日、岩波書店）ISBN 9784000610155
- 『世界に負けない日本 国家と日本人が今なすべきこと』（2016年5月1日、PHP研究所 PHP新書）ISBN 9784569801162
- 『トランプ時代の日米新ルール』（2017年6月16日、PHP研究所 PHP新書）ISBN 9784569836201
- 『世界基準の交渉術 グローバル人財に必要な5つの条件』（2019年2月15日、宝島社）ISBN 9784800291219
- 『外交交渉四〇年 薮中三十二回顧録』（2021年7月21日、ミネルヴァ書房）ISBN 9784623092109
- 『現実主義の避戦論 戦争を回避する外交の力』（2024年2月14日、PHP研究所）ISBN 9784569856582

### 共著
- 『核と戦争のリスク 北朝鮮・アメリカ・日本・中国動乱の世界情勢を読む』（共著者:佐藤優）（2017年12月1日、朝日新聞出版 朝日新書）ISBN 9784022737458